# Metropolitan County
Ein Metropolitan County ist ein 1974 eingeführter Typ von Verwaltungseinheiten in England. Mit ihrer Einrichtung wurde der Tatsache Rechnung getragen, dass die während der Industriellen Revolution entstandenen Metropolregionen die traditionellen Grafschaftsgrenzen überlagern.
Weil sie Bastionen der Labour Party waren, wurden die Räte der Metropolitan Countys 1986 unter Margaret Thatcher abgeschafft und ihre Kompetenzen an die untergliederten Metropolitan Boroughs delegiert. Als administrative und statistische Einheiten bestehen die Metropolitan Countys jedoch fort.
Es gibt folgende sechs Metropolitan Countys:
| Name               | Bevölkerung (2014) | Fläche (in km²) | Metropolitan Boroughs                                                                     |
| ------------------ | ------------------ | --------------- | ----------------------------------------------------------------------------------------- |
| Greater Manchester | 2.732.854          | 1276            | Manchester, Bolton, Bury, Oldham, Rochdale, Salford, Stockport, Tameside, Trafford, Wigan |
| Merseyside         | 1.391.113          | 645             | Liverpool, Knowsley, Sefton, St Helens, Wirral                                            |
| South Yorkshire    | 1.365.847          | 1552            | Sheffield, Barnsley, Doncaster, Rotherham                                                 |
| Tyne and Wear      | 1.118.713          | 540             | Newcastle-upon-Tyne, Gateshead, South Tyneside, North Tyneside, Sunderland                |
| West Midlands      | 2.808.356          | 902             | Birmingham, Coventry, Dudley, Sandwell, Solihull, Walsall, Wolverhampton                  |
| West Yorkshire     | 2.264.329          | 2209            | Leeds, Bradford, Calderdale, Kirklees, Wakefield                                          |

Auch Greater London wird manchmal als Metropolitan County bezeichnet, obgleich dieser Verwaltungsbezirk eine andere Aufgabenstellung und Definition hat.
Neben den Metropolitan Countys gibt es die Non-Metropolitan Countys, die sich in Non-Metropolitan Districts untergliedern.